# Брешот
Брешот (фр. Breuchotte) насеље је и општина у источној Француској у региону Франш-Конте, у департману Горња Саона која припада префектури Лир.
По подацима из 2011. године у општини је живело 310 становника, а густина насељености је износила 70,94 становника/km². Општина се простире на површини од 4,37 km². Налази се на средњој надморској висини од 350 метара (максималној 422 m, а минималној 312 m).

## Демографија
| 1962. | 1968. | 1975. | 1982. | 1990. | 1999. | 2011. |
| ----- | ----- | ----- | ----- | ----- | ----- | ----- |
| 364   | 371   | 317   | 328   | 335   | 293   | 310   |

График промене броја становника у току последњих година